# Губанов, Николай Герасимович
Николай Герасимович Губанов (1901—1944) — красноармеец Рабоче-крестьянской Красной Армии, Герой Советского Союза (1945).

## Биография
Николай Губанов родился в 1901 году в селе Ровнец (ныне — Верховский район Орловской области) в семье крестьянина. Перед Великой Отечественной войной проживал в Ленинграде, работал на обувной фабрике «Скороход». В сентябре 1942 года Губанов был призван на службу в Рабоче-крестьянскую Красную Армию. С ноября того же года — на фронтах Великой Отечественной войны. Принимал участие в боях на Западном и 1-м Белорусском фронтах. Участвовал в боях подо Ржевом, Ржевско-Вяземской операции, освобождении Смоленской и Витебской областей, Люблин-Брестской операции, освобождении Польши. К июлю 1944 года красноармеец Николай Губанов командовал противотанковым орудием 961-го стрелкового полка 274-й стрелковой дивизии 69-й армии 1-го Белорусского фронта. Отличился во время форсирования Вислы.
29 июля 1944 года Губанов одним из первых в полку переправился со своим 45-миллиметровым орудием и расчётом через Вислу в районе села Бжесьце Люблинского воеводства к юго-западу от Пулавы и с ходу вступил в бой с противником, отражая его контратаки. Несмотря на то, что в расчёте остался кроме него только один человек, Губанов продолжал вести огонь, уничтожив три немецких станковых пулемёта. 31 июля артиллеристы отбили ещё 4 немецкие контратаки. Когда у расчёта кончились боеприпасы, Губанов вступил в рукопашную схватку с противником. В том бою он получил тяжёлое ранение, от которого скончался в медсанбате в тот же день. Похоронен у села Полянувка Люблинского воеводства.
Указом Президиума Верховного Совета СССР от 21 февраля 1945 года за «образцовое выполнение боевых заданий командования на фронте борьбы с немецкими захватчиками и проявленные при этом мужество и героизм» красноармеец Николай Губанов посмертно был удостоен высокого звания Героя Советского Союза. Также был награждён орденом Ленина и медалью «За боевые заслуги».